# John Shaw Thomson
Pour les articles homonymes, voir Thomson.
John Shaw Thomson (Glasgow, 1845 - Londres, 1925) est un joueur international écossais de rugby.
Il fait partie de l'équipe d'Écosse de rugby qui affronte l'Angleterre dans ce qui constitue le tout premier match international de rugby de l'histoire, en 1871.

## Biographie

### Jeunesse et famille
John Shaw Thomson naît à Glasgow, en Écosse, le 9 août 1945, fils de George Thomson.
Son père possède une entreprise de fabrication de vêtements, Laird & Thomson, située dans le quartier de Mile End à Glasgow et employant environ 450 personnes. En reconnaissance de leurs racines — l'entreprise avait débuté à Kilmarnock —, la rue a été nommée St Marnock Road. L'entreprise de George Thomson prospère et la famille vit dans la prestigieuse rue Monteith Row, mais alors que l'industrialisation de Glasgow se poursuit à un rythme soutenu, les Thomson, comme beaucoup d'autres, quittent la crasse et la saleté de l'est de Glasgow pour s'installer dans les banlieues plus tranquilles de l'ouest de la ville, dans le quartier de Woodlands (en).

### Carrière en rugby

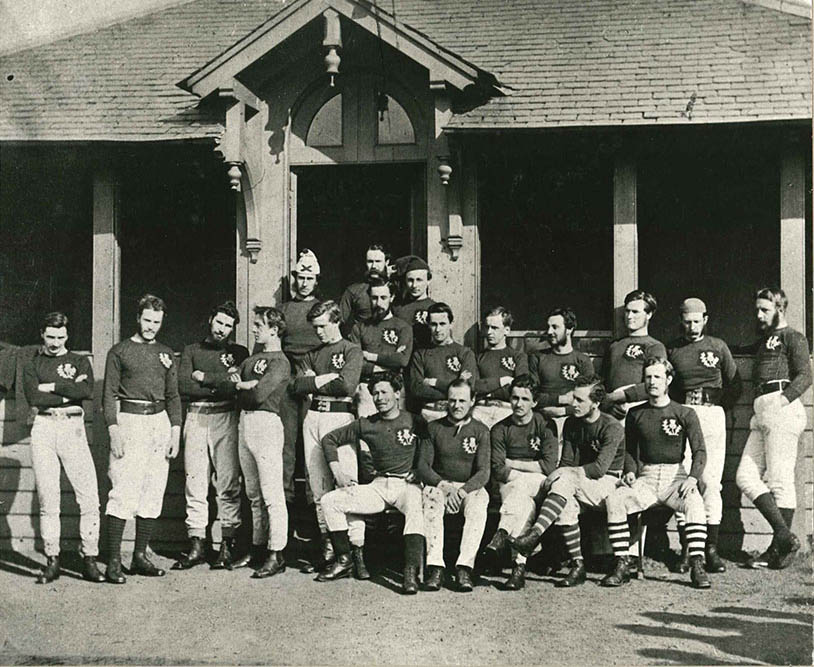
La première équipe nationale de rugby d'Écosse, lors du match de mars 1871 contre l'Angleterre à Édimbourg.

John Shaw Thomson devient un élève de la Glasgow Academy et est enregistré comme ayant joué pour les Glasgow Academicals en 1871,, et 1872. À cette époque, le club n'a pas d'adhésion ouverte et n'a été formé que trois ans auparavant comme club pour les anciens élèves de la Glasgow Academy. Certains documents suggèrent que Thomson a également joué pour l'University of St Andrews RFC,, et qu'il a donc peut-être également fréquenté cette université. Il est possible qu'il n'ait pas été exclusif à un seul club et ait joué pour les deux.
John Shaw Thomson est sélectionné comme forward (avant) dans la toute première équipe d'Écosse de rugby lors du tout premier match international de rugby de l'histoire, contre l'Angleterre. L'Écosse l'emporte 1 à 0, en inscrivant 2 essais et 1 transformation contre 1 essai non transformé contre l'Angleterre (seules les transformations rapportaient des points à l'époque),,. C'est le seul match international joué par Thomson.
Thomson participe un an plus tard à un autre match historique : le tout premier match de rugby interprovincial et interurbain au monde au sein du Glasgow District (en) contre Edinburgh District (en) le 23 novembre 1872,.
John Shaw Thomson meurt à St Giles (Londres) (en), le 22 mai 1925.